# Martin Larsson (e-sportare)
Martin Larsson, känd som "Rekkles", född 20 september 1996, är en svensk professionell spelare av datorspelet League of Legends. Han är från Älvängen i Ale kommun, norr om Göteborg. Han spelade fram till den 13 november 2024 för e-sportorganisationen T1 Esports Academy.